# Mekoniumileus
Der Mekoniumileus ist eine Sonderform des Darmverschlusses (Ileus) beim Neugeborenen meist in Ileumhöhe durch Mekonium (Kindspech).
Die Erstbeschreibung stammt aus dem Jahre 1905 durch Karl Landsteiner.

## Verbreitung und Ursache
Bei 80 – 90 % liegt eine Mukoviszidose vor mit abnormal zähem, klebrigen Mekonium. Etwa 20 % der Kinder mit Mukoviszidose haben einen Mekoniumileus nach der Geburt.
Im Gegensatz dazu ist beim Mekoniumpfropfsyndrom das Mekonium nicht verändert.
Andere, seltene Ursachen sind Pankreasatresie oder Stenose des Ductus pancreaticus.
Ferner gibt es einen Mekoniumileus aufgrund eines angeborenen, autosomal-rezessiv vererbten Mangels an Guanylatzyklase-C (Mekoniumileus durch Guanylatcyclasen 2C-Mangel).

## Einteilung
Je nach Vorliegen weiterer Veränderungen kann unterschieden werden zwischen:
- einfacher Mekoniumileus ohne weitere gastrointestinale Veränderungen
- komplexer Mekoniumileus mit Veränderungen wie Atresie, Nekrose oder Perforation mit Mekoniumperitonitis

## Klinische Erscheinungen
Klinische Kriterien sind:
- Ausbleiben des Mekoniumabganges innerhalb der ersten 24 bis 48 Stunden nach Geburt
- Zeichen der Darmverstopfung mit geblähtem, aufgetriebenen Abdomen
- Erbrechen
- meistens klinische Zeichen einer Mukoviszidose (Schweißtest)

Als Komplikation können Ileusatresie oder -stenose, Darmperforation, Mekoniumperitonitis und Volvulus hinzukommen.

## Diagnose
Die Diagnose kann bereits intrauterin durch Sonografie oder Kernspintomographie gestellt werden, dann auch unmittelbar nach der Geburt.
Im Röntgenbild (Abdomenübersicht) lassen sich die luftgefüllten Dünndarmschlingen bei luftleerem Dickdarm erkennen. Im Kolonkontrasteinlauf kann das kollabierte oder zu klein entwickelte Kolon (Mikrokolon) und die Höhe der Obstruktion dargestellt werden.

## Differentialdiagnose
Abzugrenzen sind:
- Mekoniumpfropfsyndrom (Darmunreife bei ausgeprägter Frühgeburtlichkeit, mütterlicher Präeklampsie, mütterlichem Diabetes mellitus, mütterlicher Einnahme von Magnesiumsulfat, Sepsis und Hypothyreose)
- Milchpfropfsyndrom (Inpissated-milk-Syndrom; Milk Curd Syndrome; Smythe‘s syndrome)
- Neonatal Small Left Colon Syndrome
- Morbus Hirschsprung
- Anorektale Malformation
- Hypoganglionose
- Neuronale intestinale Dysplasie Typ A &B
- Megazystis-Mikrokolon-intestinale Hypoperistaltik-Syndrom[19][20]
- Distales intestinales Obstruktionssyndrom (Mekoniumileus-Äquivalent-Syndrom), bei Kindern, Jugendlichen mit Mukoviszidose

## Therapie
Die Behandlung richtet sich nach der zugrunde liegenden Erkrankung.
Zur Entlastung (und Diagnose) erfolgt als erster Schritt der Einlauf unter Durchleuchtung  früher mit Amidotrizoesäure („Gastrografin“), heute mit nichtionischen iodhaltigen Kontrastmitteln, die wegen der Perforationsgefahr als geeigneter gelten. Wird auf diese Weise Mekonium entleert, kann in mehrfachen Einläufen mit warmer, isotoner Kochsalzlösung die Darmpassage wieder hergestellt werden.
Sonst sowie bei Komplikationen muss das Mekonium operativ entfernt werden.

## Heilungsaussichten
Die Prognose hängt von der Grunderkrankung und von vorliegenden Komplikationen ab.